# Park Royal metróállomás
A Park Royal a londoni metró egyik állomása a 3-as zónában, a Piccadilly line érinti.

## Története
Az állomást 1931. július 6-án a District line részeként nyitották meg. 1932. július 4-én felváltotta a Piccadilly line. 1936-tól 1947-ig a Park Royal (Hanger Hill) nevet viselte.

## Forgalom
| Járat | Útvonal | Gyakoriság   |
| ----- | --- | ------------ |
|       | Cockfosters – Oakwood – Southgate – Arnos Grove – Bounds Green – Wood Green – Turnpike Lane – Manor House – Finsbury Park – Arsenal – Holloway Road – Caledonian Road – King’s Cross St. Pancras – Russell Square – Holborn – Covent Garden – Leicester Square – Piccadilly Circus – Green Park – Hyde Park Corner – Knightsbridge – South Kensington – Gloucester Road – Earl’s Court – Barons Court – Hammersmith – Turnham Green – Acton Town – Ealing Common – North Ealing – Park Royal – Alperton – Sudbury Town – Sudbury Hill – South Harrow – Rayners Lane – Eastcote – Ruislip Manor – Ruislip – Ickenham – Hillingdon – Uxbridge | 5 percenként |

## Átszállási kapcsolatok
| Állomás    | Átszállási kapcsolatok                                               |
| ---------- | -------------------------------------------------------------------- |
| Park Royal | Central line (700 méter séta: Hanger Lane) Helyi buszok (Park Royal) |

## Fordítás
- Ez a szócikk részben vagy egészben  a   Park Royal tube station című angol Wikipédia-szócikk fordításán alapul.  Az eredeti cikk szerkesztőit annak laptörténete sorolja fel. Ez a jelzés csupán a megfogalmazás eredetét és a szerzői jogokat jelzi, nem szolgál a cikkben szereplő információk forrásmegjelöléseként.